# 견자단
견자단(중국어: 甄子丹, 병음: Zhēn Zǐdān 전쯔단[*], 광둥어: Jan1 Zi2 daan1 얀지단, 영어: Donnie Yen 도니 옌[*], 1963년 7월 27일 ~ )은 홍콩의 영화배우, 무술가, 영화감독, 영화 무술감독이다.

## 일생
중화인민공화국 광둥성 광저우시에서 출생했다. 타이산시에서 잠시 유아기를 보내고 1966년 일가족과 함께 홍콩으로 이주했다. 그는 중화인민공화국 출신 영화 배우 이연걸과 무술 동문이기도 하며 1984년 원화평 감독의 영화 <소태극>으로 데뷔하였다. 어린 시절을 홍콩과 보스턴에서 보냈으며 영화 <황비홍 2 - 남아당자강>과 <철마류>로 스타 덤에 올랐다. 그 후 여러 영화를 찍었지만 이연걸의 그늘에 가려 주목받지 못하였으며 영화보다는 TV 시리즈에 주력하였다. 그 후 엽위신 감독과 함께 찍은 영화 <살파랑>, <용호문>, <도화선> 등이 모두 흥행에 성공함으로써 비로소 이연걸의 그늘에서 벗어나게 되었다. 역시 엽위신 감독과 함께 찍은 최근 영화 <엽문> 시리즈에서 이소룡의 스승이자 영춘권의 대가인 엽문 역을 맡아 깔끔한 연기와 무술 실력을 선보여 대호평을 받았다. 현재 견자단은 홍콩뿐만 아니라 전 세계가 주목하고 있는 액션 배우이다.

## 생애
견자단은 2살 때 홍콩으로 건너와 11살까지 살다가 보스턴으로 건너가 10대를 보냈다. 어릴 때부터 태극권의 고수였던 어머니 마이바오찬(맥보선)으로부터 직접 무술을 배웠다. 그 후 십대 시절에 그는 매일같이 뒷골목에서 벌어지는 패싸움에 끼어들었는데, 주로 인종 차별을 하는 백인들을 상대로 한 싸움이었으며 목숨이 위협을 받을 정도로 위험한 상황도 여러 번 겪었다고 한다. 자라면서 매일 같이 차이나타운의 극장에서 이소룡의 영화를 보며 영화배우의 꿈을 키웠던 그는 이소룡이 스크린 속에서 보여주는 무술을 자신의 것으로 소화하기 위해 부단하게 노력했다. 평소에 그의 재능을 눈여겨보던 원화평은 견자단에게 취권의 오디션을 보도록 했고 그것을 계기로 견자단은 영화계에 데뷔하게 되었다. 첫 출연작은 견자단의 나이 19세 때인 1984년에 제작된 원화평 감독의 <소태극>이었지만 이 영화는 그리 주목받지 못했으며 그는 다시 미국으로 건너갔다. 수 년 뒤 홍콩으로 돌아와 TV와 영화 등에서 활약하게 된다. 견자단은 <황비홍 2>와 <철마류>에 출연하면서 스타덤에 올랐으며 대표작으로는 <철마류>, <칠검>, <살파랑>, <도화선>, <엽문> 등이 있다. 그는 영화에서 악역과 선역을 오가며 다양한 이력을 쌓았으며 2000년 하이랜더 시리즈인 <엔드 오브 게임>에 출연하면서 헐리우드에 진출했다. <블레이드 2>에서는 무술감독 겸 배우로 출연하기도 했다. 영화 엽문을 통하여 중화권 최고의 액션 스타로 자타공인 인정을 받았다.

## 견자단의 무술
견자단은 무술가였던 그의 어머니의 영향으로 어린 시절부터 혹독한 무술 수련을 받았다. 태극권의 고수였던 어머니 마이바오찬(맥보선)으로부터 태극권을 배웠던 견자단은 아침 6시부터 무술 연습을 시작하고 그것이 끝나야만 학교에 갈 수 있을 정도로 혹독하게 수련했다고 한다. 그는 성장하면서 태권도를 비롯한 다양한 형태의 무술을 접하며 그만의 독특한 스타일을 추구하게 된다. 주로 중국 남파 권술을 연마했는데 이 때 배운 홍가권은 후일 영화 <철마류>에서 황비홍의 아버지이자 홍가권의 고수인 황기영을 연기하는데 큰 도움이 됐다. 또한 그가 주연을 맡은 TV 시리즈 <소림의사 홍희관>에서도 홍가권의 창시자 홍희관 역할을 맡아 홍가권을 섬세하게 묘사했다는 평을 받는다.
견자단은 또한 종합격투기, 레슬링, 태권도, 유도 등 다양한 격투기에 관심이 많아 이를 섭렵하였는데 이는 역시 그의 깔끔한 무술 스타일의 창조에 큰 도움이 되었고 영화에서 크게 빛을 발휘하였다. 최근에 그는 영화 <엽문>에서 이소룡의 스승이자 영춘권의 고수인 엽문 역을 맡아 제대로 된 영춘권을 선보이기 위해 엽문 노사의 장남인 엽준에게서 9개월 간 영춘권을 전수받고 틈나는 대로 열심히 연마하여 영화에서 영춘권을 제대로 묘사했다는 평을 받고 있다. 그의 무술은 그가 무술을 따라가는 것이 아니라 무술이 그를 따라가는 경지에 이를 정도이며 그의 스타일은 모든 무술을 자신의 것으로 소화하고 자신의 스타일로 재해석하여 영화 속에서 활용하는 것이다.
뿐만 아니라 견자단은 청소년 시절에 힙합에 심취했었는데 그 당시 자기 동네에서는 비보잉 최고수로 이름을 날렸으며 지금도 춤을 엄청나게 잘 춘다. 견자단은 엄청난 무술가인 동시에 엄청난 춤꾼이다. 영화 <정봉적수>에서 그의 뛰어난 춤솜씨를 볼 수 있다.
견자단의 무술 실력은 엄청나게 뛰어난데 특히 견자단의 발차기는 최고 수준으로 어느 각도에서 어떻게 차든 정확하고 파괴력 있는 발차기를 하며 특히 견자단의 특기 중 하나가 발을 높이 들어서 등 뒤에 있는 사람의 머리를 발로 차는 기술이다.

## 여담
견자단의 딸이 방탄소년단의 팬인데 딸을 위해 딸과 같이 방탄소년단의 공연을 관람했다. 그런데 되려 방탄소년단 멤버들이 견자단의 팬이라서 견자단은 방탄소년단의 멤버, 코디, 매니저 등 100명이 넘는 사람들과 일일이 기념사진을 찍었다.
이소룡이 출연한 영화들에서 거듭 상대역으로 액션 연기를 여러 번 했었던 황인식 선생에게 합기도를 직접 배웠고 그래서 깊은 존경심을 아직까지도 가지고 있다고 한다. 기존의 무협 사극 영화들에서 계속 선보이던 자신의 무술을 현대적으로 새롭게 만들고 싶었던 점이 그 이유라고 한다. 이미 시대의 흐름상 현대적인 배경의 무술 영화들이 자꾸 점점 더 많이 늘어나는 추세였다. 합기도의 동작들은 쿵후의 권법들과 달리 대단히 단순하고 간결하기 때문이다. 성룡도 같은 이유에서 견자단보다 먼저 황인식 선생에게 무술을 배웠다고 한다. 성룡과 함께 이래 저래 한국과 인연이 깊고 한국을 좋아하거나 친한파인 홍콩 연예인으로 분류할 수 있다.

## 출연 작품

### 영화
| 연도   | 제목 원제                                             | 역할                                | 비고                            |
| ------ | ----------------------------------------------------- | ----------------------------------- | ------------------------------- |
| 1983년 | 천사당사 天師撞邪                                     | 스턴트맨                            |                                 |
| 1983년 | 귀마천사 鬼馬天師                                     | 스턴트맨                            |                                 |
| 1984년 | 소태극 笑太極                                         | 진택 역                             | 데뷔작품                        |
| 1985년 | 정봉적수 情逢敵手                                     | 에디 역                             | 댄서로서의 견자단               |
| 1988년 | 타이거 케이지 特警屠龍                                | 테리 역 무술감독                    |                                 |
| 1989년 | 예스마담 4:직격증인 皇家師姐 4: 直擊證人              | 경찰관 단 역                        |                                 |
| 1990년 | 타이거 케이지 2 洗黑錢                                | 유룡 역 무술감독                    |                                 |
| 1990년 | 마진겁 魔唇劫                                         | 상검비 역                           |                                 |
| 1991년 | 노화위룡 怒火威龍                                     | 지량 역                             |                                 |
| 1992년 | 엽표행동 獵豹行動                                     | 로노 역                             |                                 |
| 1992년 | 황비홍 2 - 남아당자강 黃飛鴻之二男兒當自强            | 납란원술 역                         |                                 |
| 1992년 | 신용문객잔 新龍門客棧                                 | 조소흠 역                           |                                 |
| 1992년 | 결전기병 決戰奇兵                                     |                                     |                                 |
| 1993년 | 철마류 少年黃飛鴻之鐵馬                               | 황기영 역                           |                                 |
| 1993년 | 신 유성호접검 新流星胡蝶劍                            | 엽상 역                             |                                 |
| 1993년 | 소림사 강호영패 蘇乞兒                                | 소걸아(소찬) 역                     |                                 |
| 1994년 | 첩혈남아 亞洲警察之高壓線                             | 장호화 역 무술감독                  |                                 |
| 1994년 | 영춘권 詠春                                           | 양박도 역 무술감독                  |                                 |
| 1994년 | 비각칠 2 馬戲小子                                     | 당발 역                             |                                 |
| 1995년 | 도성 2 - 가두도성 賭聖 2 - 街頭賭聖                   | 인터폴 수사관 용칠 역               |                                 |
| 1996년 | 철마류 2 가두 살수 街頭殺手                           | 철후자 역                           |                                 |
| 1996년 | 전랑전설 戰狼傳說                                     | 감독, 각본, 제작, 무술감독          | 감독데뷔작                      |
| 1996년 | 마귀적여아 666 魔鬼復活                               | 무술감독                            |                                 |
| 1997년 | 블랙 로즈 黑玫瑰義結金蘭                              |                                     |                                 |
| 1998년 | 메신저 殺殺人, 跳跳舞                                 | cat 역 감독, 프로듀서, 무술감독     | 니시무라 유키에가 음악을 담당함 |
| 1998년 | 신당산대형 新 唐山大兄                                | 당산 역 감독, 무술감독              |                                 |
| 2000년 | 하이랜더 4 - 엔드 오브 게임 Highlander: Endgame       | 진 케 역 무술감독                   |                                 |
| 2001년 | 프린세스 블레이드 修羅雪姫                            | 액션감독                            |                                 |
| 2002년 | 블레이드 2 Blade II                                   | 스노우맨 역 무술감독                |                                 |
| 2002년 | 영웅 英雄                                             | 은모장천 역                         |                                 |
| 2003년 | 상하이 나이츠 Shanghai Knights                        | 우찬 역                             |                                 |
| 2003년 | 트윈 이펙트 千機變                                    | 무술감독, 연출                      | 미출연                          |
| 2004년 | 연정고급 戀情告急                                     | 빅터                                | 우정출연                        |
| 2004년 | 트윈 이펙트 2: 화도대전 千機變2之 花都大戰            | 와호장룡 역                         |                                 |
| 2004년 | 견습흑매괴 見習黑玫瑰                                 | 감독                                | 미출연                          |
| 2005년 | 칠검 七劍下天山                                       | 초소남 역                           |                                 |
| 2005년 | 살파랑 殺破狼 SPL                                     | 마군 역                             |                                 |
| 2006년 | 용호문 龍虎門                                         | 왕소룡 역 공동제작, 무술감독        |                                 |
| 2007년 | 도화선 導火線                                         | 형사반장 마준 역 무술연출, 프로듀서 |                                 |
| 2008년 | 화피 畵皮                                             | 방용 역 무술연출                    |                                 |
| 2008년 | 연의 황후 江山美人                                    | 대장군 설호 역                      |                                 |
| 2008년 | 엽문 葉問                                             | 엽문 역                             |                                 |
| 2009년 | 가유희사 2009 家有囍事 2009                           |                                     | 카메오출연                      |
| 2009년 | 8인: 최후의 결사단 十月圍城                           | 도박꾼 심중양 역                    |                                 |
| 2009년 | 건국대업 建國大業                                     |                                     |                                 |
| 2010년 | 금의위 錦衣衛                                         | 청룡 역                             |                                 |
| 2010년 | 정무풍운 : 진진 精武風雲:陳真                         | 진진 역 무술연출                    |                                 |
| 2010년 | 엽문 2 葉問2:宗師傳奇                                 | 엽문 역                             |                                 |
| 2011년 | 무협 武術                                             | 류진시(탕롱) 역 무술연출            |                                 |
| 2011년 | 관운장 關雲長                                         | 관우 역 무술감독                    |                                 |
| 2011년 | 급선봉 急先鋒                                         |                                     |                                 |
| 2011년 | 최강희사 最強囍事                                     | 정우강 역                           |                                 |
| 2012년 | 서유기 大鬧天宮                                       | 손오공 역 무술감독                  |                                 |
| 2013년 | 스페셜 ID 特殊身份                                    | 진자룡 역                           |                                 |
| 2013년 | 계약연애 在一起                                       | 쿨 경관(천궈화) 역                  |                                 |
| 2014년 | 일개인적무림 一个人的武林                             | 하후무 역                           |                                 |
| 2015년 | 엽문 3: 최후의 대결 3D叶问                            | 엽문 역                             |                                 |
| 2015년 | 누들맨 Noodle Man                                     |                                     |                                 |
| 2015년 | 신탐가도 神探驾到                                     |                                     |                                 |
| 2016년 | 로그 원: 스타워즈 스토리 Rogue One: A Star Wars Story | 치루트 임웨 역                      |                                 |
| 2016년 | 와호장룡 - 운명의 검 卧虎藏龙：青冥宝剑               | 맹사소 역                           |                                 |
| 2017년 | 트리플 엑스 리턴즈 xXx : The return of Xander Cage    | 시앙역                              |                                 |
| 2017년 | 추룡 追龍                                             | 오세호 역                           |                                 |
| 2017년 | 가라테 功守道                                         |                                     | 단편 영화                       |
| 2018년 | 빅 브라더 Taai si hing                                | 진협 역                             |                                 |
| 2020년 | 엔터 더 팻 드래곤 肥龍過江                            | 푸롱 역                             |                                 |
| 2020년 | 아이스맨 레저렉션 Iceman: Resurrection                | 하영 역                             |                                 |
| 2020년 | 뮬란 Mulan                                            | 탕 룽 장군 역                       |                                 |
| 2021년 | 레이징 파이어 怒火重案                                | 장충방                              |                                 |
| 2021년 | 견자단의 홍희관 洪熙官                                | 홍희관                              |                                 |
| 2023년 | 천룡팔부: 교봉전 天龍八部之乔峰传                     | 교봉 역 제작, 감독, 연출, 주연      |                                 |
| 2023년 | 존 윅 4 John Wick: Chapter 4                          | 케인 역                             |                                 |

### 드라마
| 연도   | 제목 원제                                 | 역할                       | 비고          |
| ------ | ----------------------------------------- | -------------------------- | ------------- |
| 1988년 | 무면급선봉 無冕急先鋒                     |                            |               |
| 1989년 | 비호군영 飛虎群英                         | 정호남 역                  |               |
| 1989년 | 경찰본색 刑警本色                         | 딕슨 역                    |               |
| 1991년 | 명운미궁 命運迷宮                         | 정가준 역                  |               |
| 1991년 | 건탐군영 幹探群英                         | 자단 역                    |               |
| 1994년 | 소림의사홍희관 洪熙官                     | 홍희관 역 무술감독, 주제가 |               |
| 1995년 | 견자단의 정무문 精武門                    | 진진 역                    | 주제가        |
| 1999년 | 코드네임: 퓨마 La Puma - Kämpfer mit Herz | 액션감독, 공동감독         | 독일 TV드라마 |

## 그외 참여 작품
| 연도   | 제목 원제                  | 역할     | 비고                                                                |
| ------ | -------------------------- | -------- | ------------------------------------------------------------------- |
| 2004년 | 귀무자3 鬼武者3            | 무술감독 | 플레이스테이션2 게임                                                |
| 2006년 | 생사진 (노래:Soler) 生死陣 | 촬영감독 | 영화『용호문』주제가 프로모션비디오                                 |
| 2023년 | 아침마당                   | 출연     | 9312회 [월오토크쇼 명불허전] 전설의 액션 스타 견자단 (통역 김남희 ) |

철권 목소리 녹음

## 수상 경력
- 1982년 인사이드 쿵푸 최고무술가 선정
- 2003년 제40회 대만금마장 액션감독상 - 트윈 이펙트
- 2004년 제23회 홍콩금상장영화제 무술감독상 - 트윈 이펙트
- 2006년 제25회 홍콩금상장영화제 무술감독상 - 살파랑
- 2007년 제44회 대만 금마장 액션감독상 - 도화선
- 2007년 제12회 홍콩 금자형장 무술감독상 - 용호문
- 2008년 세계스턴트어워드 외화부문 최고액션상
- 2008년 제27회 홍콩금상장영화제 액션감독상 - 도화선
- 2009년 제2회 상하이철상대상 남우주연상 - 엽문
- 2009년 제16회 베이징 대학생 영화제 최우수배우상 - 엽문
- 2009년 제28회 홍콩금상장영화제 최우수주연배우상 - 엽문
- 2010년 CMA 앤드아시안인플루엔셜어워드 아시아 최고 영향력상